# Sheila Tlou
Sheila Dinotshe Tlou, née vers 1953 à Bobonong, est une spécialiste botswanaise du VIH/SIDA et de la santé des femmes, et une éducatrice. Elle est également ministre botswanaise de la Santé de 2004 à 2008.

## Biographie
Née vers 1953 à Bobonong, Sheila Tlou est diplômée de l'université Dillard en 1974 (en 2014, elle reçoit un diplôme d'honneur de son alma mater). Elle étudie également au Teachers College, à l'université Columbia, aux États-Unis, sur l'éducation et l'enseignement des sciences de la santé. Elle obtient également un Doctorat en santé féminine et en études de genre, à l'université de l'Illinois à Chicago dans les années 1990. Elle se marie avec l'historien botswanais Thomas Tlou en 1977.
Elle enseigne à l'université du Botswana à partir de 1980. En 1988, lors d'une conférence internationale sur le SIDA à Stockholm, elle participe à la formation de la Society for Women with AIDS. De 1994 à 1996, elle est directrice de l'Enseignement des soins Infirmiers de l'Éducation. Elle représente le Botswana en 1995 à la quatrième conférence mondiale sur les femmes à Pékin.  
Elle devient professeur associé en 1999 et, de 2002 à 2004, coordonne la lutte contre le VIH/SIDA à l'université. En 2002, elle est nommée dans un groupe de travail spécial de l'ONU sur les jeunes filles, les femmes et le VIH/SIDA en Afrique australe. Elle contribue aux travaux de l'ONUSIDA, de la Commission des Nations unies sur la condition de la Femme et de l'Organisation Mondiale de la Santé. Elle prend part également aux travaux de l'organisation non-gouvernementale HIV vaccine Trials Network.
À la suite de l'élection générale d'octobre 2004, elle est élue au parlement puis nommée ministre de la Santé le 9 novembre 2004. Une des priorités qui lui est fixée est la lutte contre le sida. Depuis les années 1980, le Botswana est l'un des pays les plus touchés au monde.Les autres pays de l'Afrique australe sont également touchés de façon comparable, mais les gouvernements de ces différents pays sont encore bien souvent dans le déni. En 1999, près de 37 % des femmes en consultation prénatales sont détectées comme étant séropositives. Le président du Botswana depuis avril 1998, Festus Mogae, décide de mobiliser l'action de l'Etat face à cette épidémie,,. Il est le premier président en Afrique qui commence à rendre gratuit, en 2001, le traitement antirétroviral (ARV) à ses concitoyens. Sheila Tlou participe activement à la sensibilisation et l'information de la population et intervient personnellement à la radio. Elle lutte également contre la stigmatisation des malades et contre les tabous associés à cette maladie. Sous son impulsion et celle de son président, le Botswana ouvre la voie en Afrique sur les programmes de prévention et de traitement, obtenant une diminution de la prévalence. 
Passionnée de théâtre amateur depuis son adolescence et passionnée également par l'œuvre de Alexander McCall Smith, elle s'offre aussi une parenthèse de quelques jours pour jouer comme figurante (très furtivement) dans l'adaptation télévisée des aventures de Madame Ramotswe, la série télévisée britannico-américaine L'Agence N°1 des dames détectives, son nom étant même un moment mentionné dans les médias comme choix possible pour personnaliser le personnage principal, Precious Ramotswe.
Après avoir été battu aux élections primaires du Parti Démocratique du Botswana (BDP) à Palapye, elle perd ses fonctions de ministre le 1er avril 2008, lorsque Ian Khama prend ses fonctions en tant que Président, succédant à Festus Mogae. Elle devient directrice de l'équipe de l'ONUSIDA en appui des équipes locales pour l'Afrique orientale et australe. Elle coordonne la riposte régionale au VIH et apporte un appui technique dans 21 pays de la région.

## Récompenses (sélection)
- 2002 : prix Anna Reynvaan (Pays-Bas)[11]
- 2003 : Médaille Florence Nightingale (Comité International de la Croix-Rouge)[12]
- 2017 : Prix Christiane Reimann (en)[13]

## Publications
Elle a codirigée la rédaction d'un livre de référence  pour les personnes travaillant dans le domaine du VIH/SIDA en Afrique :
- Sheila Tlou, Myron Essex, Souleymane Mboup et Phyllis J. Kanki, AIDS in Africa, New York, Kluwer Academic/Plenum Publishers, 2002, 724 p. (ISBN 978-0-306-46699-1, lire en ligne)

Une sélection parmi ses autres publications :
- Sheila Tlou, K. Norr et J. Norr, « The threat of AIDS for women in developing countries », dans Felissa R. Lashley et Jerry D. Durham (dir.), Women, children, and HIV/AIDS, New York, Springer Science+Business Media, 1993 (ISBN 9780826178800)
- Sheila D. Tlou, K.F. Norr, B.J. McElmurry et M. Moeti, « AIDS prevention for women: a community-based approach », Nursing Outlook, PubMed, vol. 40, no 6,‎ november–december 1992, p. 250–256 (PMID 1461755)
- Sheila D. Tlou, Poverty and plenty : the Botswana experience : proceedings of a symposium, Gaborone, Botswana, The Society, 1997 (ISBN 978-99912-60-36-5)
- Sheila Tlou, « Women & AIDS in Southern Africa », dans European Commission - Directorate-General for Development, European Union - Southern African Development Community Conference on HIV/AIDS: proposal for regional action, Malawi, December 4-6 1996, Malawi, Commission européenne, 1997 (OCLC 847302580)
- Sheila Tlou, Benedicte Ingstad et Frank J. Bruuns, « Aids and the elderly Tswana: The concept of pollution and consequences for AIDS prevention », Journal of Cross-Cultural Gerontology, Springer Science+Business Media, vol. 12, no 4,‎ décembre 1997, p. 357–372 (DOI 10.1023/A:1006501414850, lire en ligne)
- Sheila Tlou, « Communication strategy for the introduction of antiretroviral therapy in Botswana », dans Antonino Zichichi, Nuclear war and planetary emergencies, World Scientific Press, 2001
- Sheila Tlou, « Mother-to-Child Transmission of HIV-1: Meeting of World Federation of Scientists in Erice, Italy, August 2001. Joint Working Group Report of AIDS and Infectious Diseases PMP, and Mother and Child Health PMP », Acta Pædiatrica, Wiley-Blackwell, vol. 90, no 11,‎ novembre 2001, p. 1337–1339 (DOI 10.1111/j.1651-2227.2001.tb01585.x, lire en ligne)
- Sheila Tlou, Elizabeth Lindsey et Miriam Hirschfeld, « Home-based care in Botswana: Experiences of older women and young girls », Health Care for Women International, Taylor and Francis, vol. 24, no 6,‎ mai-juin 2003, p. 486–501 (DOI 10.1080/07399330390199384, lire en ligne)